# Bob Scholte-ring
De Bob Scholte-ring is wisseltrofee voor zangers en zangeressen in het Nederlandstalig repertoire.
De prijs bestaat uit een zegelring uit de nalatenschap van zanger Bob Scholte (1902-1983), met daarin diens initialen 'BS'. De prijs werd ingesteld in 1983, het jaar dat Scholte overleed, om zijn naam te laten voortleven. De prijs mag door de houder van de zegelring zelf worden doorgegeven aan een volgende prijswinnaar.
In 1983 werd de prijs voor het eerst uitgereikt door de familie van Scholte aan Benny Neyman, hij gaf hem drie jaar later door aan Harry Slinger, die hem in 1988 weer doorgaf aan Gerard Cox. Hierna bleef de prijs tot 2000 in handen van Cox, omdat de oorspronkelijke organisatie achter de prijs onvindbaar bleek. Halverwege de jaren 90 nam Cox contact op met stichting Conamus of zij interesse hadden de prijs over te nemen, maar zij waren niet geïnteresseerd. Uiteindelijk kreeg Cox in 2000 medewerking van Jacques Klöters om in diens televisieprogramma Andermans Veren de prijs door te geven aan Paskal Jakobsen van de popgroep BLØF.

## Winnaars
- Benny Neyman (1983)
- Harry Slinger (1986)
- Gerard Cox (1988)
- Paskal Jakobsen (2000)